# 最前線 (星海社)
『最前線』（さいぜんせん）は、星海社が2010年9月15日に開設したウェブサイト。
プロの作家による書き下ろしの小説や漫画を掲載している。

## 概要
講談社の出資で2010年4月28日に設立された出版社、星海社が開設したウェブサイト。2010年9月15日の正午に一般公開開始。当時、代表取締役副社長の太田克史が編集長を務めていた。
開設時は、太田が講談社時代に編集長を務めていた『ファウスト』や講談社BOXの後継媒体的な性格が強く、虚淵玄と元長柾木が書き下ろしの長編小説作品を発表し、映画化もされた小説『空の境界』の天空すふぃあによるコミカライズ版などが掲載されていた。
特別なプラグインなどを必要とせず、手軽に作品が読めるようにデザインされており、すべてHTML5で作られているなど、2010年の時点では画期的なサイト設計を特徴としていた。また、ウェブ上の著作権の管理についてはDRMフリー（DRM = Digital Rights Management、デジタル著作権管理）を謳っており、作品の一節を引用してTwitterに投稿するなどのコミュニケーションが可能になっている。
2010年9月15日のオープンは「プレオープン」とされており、紙媒体との連動を開始する「グランドオープン」が冬に予定されていた。
初期は『レッドドラゴン』や、佐々木少年による『月の珊瑚』コミカライズなど、『ファウスト』の流れを汲むメディアミックス企画を中心に構成していたが、『うーさーのその日暮らし』が人気を博したことから、2014年8月5日より、Twitter上で漫画を読めるサービス「ツイ4」を開始。現在はサイトのメインコンテンツとなっている。
開設当初より、メールマガジンの登録が可能であったが、2011年2月23日に会員登録制となった。この変更に伴い、登録会員対象のコンテンツも一部提供されていたが、2017年1月31日に会員機能サービスは終了し、すべて一般閲覧可能になった。

## 掲載作品

### 小説
サイト内では「フィクションズ」。
|    | 作者                           | イラスト       | タイトル                              | 掲載期間 | 更新頻度  | 備考 |
| -- | ------------------------------ | -------------- | ------------------------------------- | --- | --------- | --- |
| 01 | 虚淵玄                         | 高河ゆん       | 金の瞳と鉄の剣                        | 2010年9月15日 - 第4回まで期間無期限公開 | 月1回更新 | 星海社FICTIONSから単行本が2011年4月14日に発売。                                                                                                   |
| 02 | 元長柾木                       | moz            | 星海大戦                              | 2010年9月15日 - 最新2回分を掲載（最新から数えて3回は会員限定公開） 単行本第1巻掲載分は無期限公開。                                                                     | 月2回更新 | 星海社FICTIONSから単行本が2011年4月14日に発売。                                                                                                   |
| 03 | 犬村小六                       | 片山若子       | サクラコ・アトミカ                    | 2011年3月24日 - 2011年5月31日 （5月31日以降も、第1回〜第11回は期間無期限公開、第12回〜第21回は会員限定公開）                                                           |           | 全27回。 星海社FICTIONSから単行本が2011年4月14日に発売。                                                                                          |
| 04 | 泉和良                         | huke           | エレGY                                | 2011年4月7日 - 期間無期限全文公開 |           | 第2回講談社BOX新人賞“流水大賞”優秀賞受賞作品。 2008年に講談社BOXより初版が刊行された作品の掲載。 星海社文庫から文庫本が2011年4月7日に発売。       |
| 05 | 渡辺浩弐                       | ざいん         | iKILL                                 | 2011年5月16日 - 期間無期限全文公開 |           | 星海社FICTIONSから単行本が2011年5月16日に発売。                                                                                                   |
| 06 | 唐辺葉介                       | シライシユウコ | ドッペルゲンガーの恋人                | 2011年7月20日 - 期間無期限全文公開 |           | 星海社FICTIONSから単行本が2011年8月16日に発売。                                                                                                   |
| 07 | 原くくる                       | 竹             | 六本木少女地獄                        | 2011年8月10日 - 期間無期限全文公開 |           | 星海社FICTIONSから2011年8月16日に発売された『原くくる処女戯曲集 六本木少女地獄』の表題作。                                                        |
| 08 | 小高和剛                       | 小松崎類       | ダンガンロンパ/ゼロ                   | 2011年9月1日 - 期間無期限全文公開（単行本上巻掲載分のみ） |           | PSP用ゲーム『ダンガンロンパ 希望の学園と絶望の高校生』の前日譚。 星海社FICTIONSから単行本上巻が2011年9月15日に発売。 下巻が2011年10月13日に発売。 |
| 09 | 森田季節                       | 庭             | エトランゼのすべて                    | 2011年10月12日 - 2011年11月1日 以降も、第1話〜第4話は無料公開、第5・6話は会員限定公開                                                                                  |           | 星海社FICTIONSから単行本が2011年10月14日に発売。                                                                                                  |
| 10 | 一肇                           | 安倍吉俊       | フェノメノ 美鶴木夜石は怖がらない     | 2012年4月10日 - 第4回まで期間無期限公開（単行本１巻収録分のみ） |           | 星海社FICTIONSから単行本第1巻が2012年6月15日に発売。                                                                                              |
| 11 | 芝村裕吏                       | しずまよしのり | マージナル・オペレーション            | 2012年9月4日 - 第1巻の内容と第2巻の第1章は期間無期限公開 |           | 星海社FICTIONSから単行本第1巻が2012年2月21日に発売。                                                                                              |
| 12 | 至道流星                       | まごまご       | 大日本サムライガール                  | 2012年7月17日 - 第5話まで会員限定公開（単行本第１巻収録分のみ） 他に第２～４巻の内容が期間限定全文公開されていた                                                       |           | 星海社FICTIONSから単行本第1巻が2012年7月13日に発売。                                                                                              |
| 13 | 渡辺浩弐                       | 竹             | 1999年のゲーム・キッズ                | 2012年8月7日 - 第5話まで期間無期限全文公開 |           | 1994年にファミ通ブックスより初版が刊行された作品の掲載。 星海社文庫から単行本上巻が2012年5月11日に発売。                                          |
| 14 | 筒井康隆                       | いとうのいぢ   | ビアンカ・オーバースタディ            | 2012年8月7日 - 第1章のみ期間無期限全文公開 |           | 星海社FICTIONSから単行本第1巻が2012年8月17日に発売。                                                                                              |
| 15 | 紅玉いづき                     | sime           | サエズリ図書館のワルツさん            | 2012年8月14日 - 第1話のみ期間無期限全文公開 |           | 星海社FICTIONSから単行本第1巻が2012年8月17日に発売。                                                                                              |
| 16 | 渡辺浩弐                       | 竹             | 2013年のゲーム・キッズ                | 2012年11月6日 - 第40話まで期間無期限全文公開 | 週1回更新 | 星海社文庫から単行本が2013年11月8日に発売。 |
| 17 | 野中美里                       | えいひ         | 2WEEKS                                | イカレタ愛 2012年5月23日 - 期間無期限全文公開 人形使いのペトルーシュカ 2012年11月27日 - 第3回まで期間無期限公開                                                        |           | 星海社FICTIONSから単行本第1巻が2012年5月17日に発売。                                                                                              |
| 18 | 仁木英之                       | 山田章博       | 大坂将星伝                            | 2013年1月28日 - 期間無期限全文公開（単行本上巻掲載分のみ） |           | 星海社FICTIONSから単行本上巻が2013年1月16日に発売。                                                                                               |
| 19 | 江波光則                       | 中央東口       | ストーンコールド                      | 2013年2月4日 - 期間無期限全文公開（単行本第1巻掲載分のみ） |           | 星海社FICTIONSから単行本第1巻が2013年2月15日に発売。                                                                                              |
| 20 | cutlass                        | たぬきまくら   | NOeSIS 嘘をついた記憶の物語           | 2013年8月13日 - 期間無期限全文公開（単行本第1巻掲載分のみ） | 週1回更新 | 同名ゲームのノベライズ。 星海社FICTIONSから単行本第1巻が2013年8月20日に発売。                                                                     |
| 21 | うたたP（原作） 鳥居羊（著者） | wogura         | 一途な思い、実らせたい小さな幸せ。    | 2013年10月8日 - プロローグのみ期間無期限全文公開 |           | 同名ボーカロイド楽曲のノベライズ。 星海社FICTIONSから単行本第1巻が2013年10月16日に発売。                                                          |
| 22 | 芝村裕吏                       | しずまよしのり | 遥か凍土のカナン                      | 2013年11月7日 - 第9話まで期間無期限全文公開 |           | 星海社FICTIONSから単行本第1巻が2013年11月15日に発売。                                                                                             |
| 23 | 定金伸治                       | えいひ         | ジハード                              | 2014年1月21日 - 第5話まで期間無期限全文公開 |           | 1993年にジャンプ ジェイ ブックスより初版が刊行された作品の掲載。 星海社文庫から単行本第1巻が2014年1月10日に発売。                                 |
| 24 | 渡辺浩弐                       |                | プラトニックチェーン あなたに似ている | 2015年4月23日 - 期間無期限全文公開 |           | 短編。アナザーバージョンが2015年7月10日発売の星海社文庫版の下巻に収録。                                                                           |
| 25 | 最近                           | あずき         | アリス・イン・カレイドスピア          | 2015年7月16日 - 期間無期限全文公開（単行本第１巻収録分のみ） | 毎週更新  | 星海社FICTIONSから単行本第1巻が2015年7月16日に発売。                                                                                              |
| 26 | 至道流星                       | はしま         | 世界創造株式会社                      | 2015年8月18日 - 期間無期限全文公開（単行本第１巻収録分のみ） | 毎週更新  | 星海社FICTIONSから単行本第1巻が2015年8月18日に発売。                                                                                              |
| 27 | shachi                         | pikomaro       | 手のひらの露                          | 2015年8月18日 - 第4回まで期間無期限公開 | 毎週更新  | 星海社FICTIONSから単行本第1巻が2015年8月18日に発売。                                                                                              |
| 28 | 阿賀直己                       | 久米田康治     | 骨董靴工房アッシェンプッテルの来客簿  | 2015年12月11日 - 2015年12月25日まで（第1章のみ） Web小説 ハイヒールは嘘つきのはじまり：2016年2月12 - 29日まで Web小説 氷の女神とラバーソウル：2016年3月14日 - 31日まで |           | 星海社FICTIONSから単行本第1巻が2015年12月16日に発売。 Web小説2編は、第2巻に収録。                                                                 |

### 漫画
サイト内では「コミックス」。「4ページマンガ」は全ページカラー、基本的に毎週更新。「ツイ4」は基本的に毎日１ページ更新で、短期連載から間をおいて本連載になる作品もある。どのサイト掲載作品も長期休載されている作品が存在するので、更新頻度は目安である。
|     | 作画                    | 原作者等                                      | タイトル                                                                                              | 掲載期間                                                                 | 備考                                                 |
| --- | ----------------------- | --------------------------------------------- | --- | ------------------------------------------------------------------------ | ---------------------------------------------------- |
| 01  | 天空すふぃあ            | 奈須きのこ キャラクターデザイン原案 武内崇    | 空の境界 the Garden of sinners                                                                        | 2010年9月15日 -                                                          | 月1回更新                                            |
| 02  | シオミヤイルカ          | 錦メガネ                                      | 非実在推理少女あ〜や                                                                                  | 2010年9月15日 - 2011年5月16日（全6話） 掲載終了後も第3話まで無期限公開   | 月1回更新                                            |
| 03  | 箸井地図                | はやみねかおる                                | 名探偵夢水清志郎事件ノート 亡霊（ゴースト）は夜歩く                                                   | 2010年9月15日 - 連載は終了。全話公開中                                   | 月1回更新                                            |
| 04  | HERO                    | 紅玉いづき                                    | 青春離婚                                                                                              | 2011年11月11日 - 2012年6月26日（全8話） 掲載終了後も第4話まで無期限公開  |                                                      |
| 05  | 大岩賢次                | 泉和良                                        | エレGY                                                                                                | 2012年6月19日 -                                                          |                                                      |
| 06  | 佐々木少年              | 奈須きのこ                                    | 月の珊瑚                                                                                              | 2012年7月7日 -                                                           |                                                      |
| 07  | ともひ                  |                                               | 亡霊校舎の居残り姫                                                                                    | 2012年8月15日 -                                                          | 「4ページマンガ」連載作品                            |
| 08  | ヤマダ                  |                                               | 吹奏男子                                                                                              | 2012年8月17日 -                                                          | 「4ページマンガ」連載作品                            |
| 09  | tugeneko                |                                               | すくみズ!                                                                                             | 2012年8月20日 - 2013年5月31日（全30話） 掲載終了後も第5話まで無期限公開  | 「4ページマンガ」連載作品                            |
| 10  | 野上武志                | アナステーシア・モレノ                        | まりんこゆみ                                                                                          | 2012年9月11日 - 連載は終了。全話公開中                                   | 「4ページマンガ」連載作品                            |
| 11  | 川村一真                | 至道流星（原作） まごまご（キャラクター原案） | 大日本さむらいがーる劇場                                                                              | 2013年3月28日 - 2013年10月10日（全27話） 掲載終了後も第5話まで無期限公開 | 「4ページマンガ」連載作品                            |
| 12  | リヨ                    | 堀江由衣（キャラクター原案）                  | ミス・モノクロームさん                                                                                | 2014年1月29日 - 連載は終了。全話公開中                                   | 「4ページマンガ」連載作品                            |
| 13  | なぎみそ                |                                               | ぱん女さん                                                                                            | 2014年4月17日 - 連載は終了。全話公開中                                   | 「4ページマンガ」連載作品                            |
| 14  | ポン                    |                                               | ノヒマンガ                                                                                            | 2014年8月5日 - 連載は終了。第50回まで公開中                              | 「ツイ4」連載作品                                    |
| 15  | 川村一真                |                                               | 強くてカッコイイ女子は好きですか?                                                                     | 2014年8月5日 - 休載中                                                    | 「ツイ4」連載作品                                    |
| 16  | なるあすく              |                                               | じょしよん                                                                                            | 2014年8月5日 - 連載は終了。第50回まで公開中                              | 「ツイ4」連載作品                                    |
| 17  | ずんだコロッケ          |                                               | まおーわーく                                                                                          | 2014年8月5日 - 連載は終了。第50回まで公開中                              | 「ツイ4」連載作品                                    |
| 18  | KANA                    |                                               | 女の友情と筋肉                                                                                        | 2014年9月9日 - 連載は終了。第50回まで公開中                              | 「ツイ4」連載作品                                    |
| 19  | sattou                  |                                               | カニフライフ                                                                                          | 2014年9月9日 - 連載は終了。第50回まで公開中                              | 「ツイ4」連載作品                                    |
| 20  | 255                     |                                               | お話になりません                                                                                      | 2014年9月9日 - 連載は終了。第50回まで公開中                              | 「ツイ4」連載作品                                    |
| 21  | こめつぶ                |                                               | 敏感!ビビットさん。                                                                                   | 2015年2月19日 - 2015年7月30日（全26話） 掲載終了後も第5話まで無期限公開  | 「4ページマンガ」連載作品                            |
| 22  | 濱元隆輔                | SEGA                                          | ぷちぇインクロニクル                                                                                  | 2015年1月27日 - 2015年7月14日                                            | 「ツイ4」連載作品                                    |
| 23  | ショウマケイト          |                                               | ともだちをつくろう。                                                                                  | 2015年3月31日 - 連載は終了。第50回まで公開中                             | 「ツイ4」連載作品                                    |
| 24  | 柳田史太                |                                               | トモちゃんは女の子!                                                                                   | 2015年4月7日 - 連載は終了。第50回まで公開中                              | 「ツイ4」連載作品                                    |
| 25  | サテー                  | TYPE-MOON                                     | Fate/mahjong night 聖牌戦争                                                                           | 2015年6月30日 - 休載中                                                   | 「ツイ4」連載作品                                    |
| 26  | 六反りょう              |                                               | アフター5の女王たち                                                                                   | 2015年8月18日 - 連載は終了。第50回まで公開中                             | 「ツイ4」連載作品                                    |
| 27  | NOBEL                   |                                               | 妄想テレパシー                                                                                        | 2016年2月9日 - 連載は終了。第50回まで公開中                              | 「ツイ4」連載作品                                    |
| 28  | 小林ロク                |                                               | 青春オカルティーン!                                                                                   | 2016年3月8日 - 連載は終了。第50回まで公開中                              | 「ツイ4」連載作品                                    |
| 29  | 大川ぶくぶ              |                                               | ハニカムチャッカ                                                                                      | 2016年4月1日 - 連載は終了。第50回まで公開中                              | 「ツイ4」連載作品                                    |
| 30  | もじょこ                |                                               | イタリア人の彼氏がクズでもじょこは困ってます!                                                         | 2016年4月19日 - 連載は終了。第50回まで公開中                             | 「ツイ4」連載作品                                    |
| 31  | ごまきち                |                                               | 鷹の師匠、狩りのお時間です!                                                                           | 2016年7月27日 - 休載中                                                   | 「ツイ4」連載作品                                    |
| 32  | 津留崎優                | TYPE-MOON FGO PROJECT                         | 教えてFGO! 偉人と神話のぐらんどおーだー                                                               | 2016年8月16日 - 休載中                                                   | 「ツイ4」連載作品                                    |
| 33  | 剣吉人                  |                                               | 屍人警官ゾンデッタ                                                                                    | 2016年8月23日 - 連載は終了。全話公開中                                   | 「ツイ4」連載作品                                    |
| 34  | ポン                    | SmartNews                                     | 地球くんの「今日は何の日?」                                                                           | 2016年9月12日 - 連載は終了。全話公開中                                   | 「ツイ4」連載作品 他社での連載からの再掲載           |
| 35  | ショウマケイト          |                                               | ベテラン小学生タカシ                                                                                  | 2016年9月20日 - 連載は終了。第50回まで公開中                             | 「ツイ4」連載作品                                    |
| 36  | つきよみ                |                                               | マリアンといっしょ!                                                                                   | 2016年10月11日 - 連載は終了。第50回まで公開中                            | 「ツイ4」連載作品                                    |
| 37  | 流川夕夏                |                                               | ぼくの年下のおねえちゃん                                                                              | 2016年10月25日 - 連載は終了。全話公開中                                  | 「ツイ4」連載作品                                    |
| 38  | 山本蒼美                |                                               | この男子、シェアハウスで小説書いてます。                                                              | 2016年11月1日 - 連載は終了。第50回まで公開中                             | 「ツイ4」連載作品                                    |
| 39  | たまがるご              |                                               | 覆面レスラー「棺桶」                                                                                  | 2016年11月8日 - 連載は終了。全話公開中                                   | 「ツイ4」連載作品                                    |
| 40  | 村松まつり              |                                               | ハリネズミのハリー                                                                                    | 2016年12月13日 - 連載は終了。第50回まで公開中                            | 「ツイ4」連載作品                                    |
| 41  | 絢川三                  |                                               | おとうとは生ドル!                                                                                     | 2017年1月15日 - 連載は終了。全話公開中                                   | 「ツイ4」連載作品                                    |
| 42  | ユペチカ                |                                               | サトコとナダ                                                                                          | 2017年1月24日 - 連載は終了。第50回まで公開中                             | 「ツイ4」連載作品                                    |
| 43  | 谷川ニコ                |                                               | クズとメガネと文学少女（偽）                                                                          | 2017年2月14日 - 連載は終了。第50回まで公開中                             | 「ツイ4」連載作品                                    |
| 44  | 小林ロク                |                                               | ぶっカフェ!                                                                                           | 2017年4月8日 - 休載中                                                    | 「ツイ4」連載作品                                    |
| 45  | 川崎昌平                |                                               | 重版未定／異世界で出版社はじめました。                                                                | 2017年5月30日 - 連載は終了。全話公開中                                   | 「ツイ4」連載作品                                    |
| 46  | 真枝アキ                |                                               | 彼氏のネコがかわいくない!                                                                             | 2017年6月27日 - 連載は終了。第50回まで公開中                             | 「ツイ4」連載作品                                    |
| 47  | 大葉タカナ              | NetEase                                       | 本格幻想よんみょうじ!                                                                                 | 2017年7月11日 - 連載は終了。第50回まで公開中                             | 「ツイ4」連載作品                                    |
| 48  | 千氏夜                  |                                               | 恋愛しんふぉに〜                                                                                      | 2017年7月18日 - 連載は終了。第50回まで公開中                             | 「ツイ4」連載作品                                    |
| 49  | 島崎無印                |                                               | 乙女男子に恋する乙女                                                                                  | 2017年7月26日 - 連載は終了。第50回まで公開中                             | 「ツイ4」連載作品                                    |
| 50  | 佐藤二葉                |                                               | うたえ!エーリンナ                                                                                     | 2017年8月30日 - 連載は終了。第50回まで公開中                             | 「ツイ4」連載作品                                    |
| 51  | 安田剛助                |                                               | 草薙先生は試されている。                                                                              | 2017年9月5日 - 連載は終了。第50回まで公開中                              | 「ツイ4」連載作品                                    |
| 52  | うさみみき              |                                               | 頽廃の花売り                                                                                          | 2017年10月25日 - 連載は終了。第50回まで公開中                            | 「ツイ4」連載作品                                    |
| 53  | 小雨大豆                |                                               | 学び生きるは夫婦のつとめ                                                                              | 2017年11月5日 - 連載は終了。第50回まで公開中                             | 「ツイ4」連載作品                                    |
| 54  | 大川ぶくぶ              | Happy Elements                                | あんさんぶくぶスターズ!                                                                               | 2016年9月12日 - 連載は終了。全話公開中（ただし第7回まで）                | 「ツイ4」連載作品 他社での連載からの再掲載           |
| 55  | もみじ真魚              | セブン‐イレブン・ジャパン（監修）             | 放課後セブン‐イレブン                                                                                 | 2018年1月9日 - 2018年2月5日                                              | 「ツイ4」連載作品                                    |
| 56  | アザミユウコ            | 杉村啓                                        | 白熱日本酒教室                                                                                        | 2018年1月16日 - 連載は終了。第50回まで公開中                             | 「ツイ4」連載作品                                    |
| 57  | にとりささみ            |                                               | ふしぎねこのきゅーちゃん                                                                              | 2018年2月1日 -                                                           | 「ツイ4」連載作品                                    |
| 58  | 亀                      |                                               | レキアイ! 歴史と愛                                                                                    | 2018年2月14日 - 連載は終了。第50回まで公開中                             | 「ツイ4」連載作品                                    |
| 59  | ずんだコロッケ          |                                               | 四天王最弱の吾輩が中小IT企業の社畜に転職してみた                                                      | 2018年3月14日 - 連載は終了。全話公開中 続編は作者の個人アカウントに掲載  | 「ツイ4」連載作品                                    |
| 60  | おのでらさん            | 輝夜月                                        | 輝夜月ガチ勢の日常                                                                                    | 2018年5月15日 - 連載は終了。第50回まで公開中                             | 「ツイ4」連載作品                                    |
| 61  | いずみせら              | スクウェア・エニックス ずんだコロッケ（脚本） | スクウェア・エニックスの社長にYouTuberデビューさせられました ダラドル・ヤマダのだらだらYouTuber暮らし | 2018年7月14日 - 連載は終了。全話公開中                                   | 「ツイ4」連載作品                                    |
| 62  | mal                     |                                               | もちはポメラニアン                                                                                    | 2018年9月25日 - 連載は終了。第50回まで公開中                             | 「ツイ4」連載作品                                    |
| 63  | ピコラス                |                                               | 露木さんはフラれてない                                                                                | 2018年10月2日 - 連載は終了。全話公開中                                   | 「ツイ4」連載作品                                    |
| 64  | 一日一種                |                                               | 鳥見部の小鳥遊さん                                                                                    | 2018年10月23日 - 連載は終了。全話公開中                                  | 「ツイ4」連載作品                                    |
| 65  | ショウマケイト          |                                               | よいこ系不良サキュバス サキちゃん                                                                     | 2018年10月30日 - 連載は終了。第50回まで公開中                            | 「ツイ4」連載作品                                    |
| 66  | かねこもとき            |                                               | あ〜んちゃんのあ〜ん                                                                                  | 2018年11月6日 - 連載は終了。第50回まで公開中                             | 「ツイ4」連載作品                                    |
| 67  | 新井祥                  |                                               | ユズのこと                                                                                            | 2018年11月20日 - 連載は終了。全話公開中                                  | 「ツイ4」連載作品                                    |
| 68  | 和武はざの              |                                               | 白聖女と黒牧師                                                                                        | 2018年12月24日 - 連載は終了。全話公開中                                  | 「ツイ4」連載作品 『少年マガジンR』からの出張掲載    |
| 69  | 髙田タカミ              | 伊織                                          | 僕の彼女は最高です!                                                                                   | 2019年2月1日 - 連載は終了。全話公開中                                    | 「ツイ4」連載作品 『別冊少年マガジン』からの出張掲載 |
| 70  | ツジツマ                |                                               | ぼくの彼女は馬魚姫!                                                                                   | 2019年2月19日 - 連載は終了。全話公開中                                   | 「ツイ4」連載作品                                    |
| 71  | 五十嵐正邦              |                                               | 川柳少女                                                                                              | 2019年4月10日 - 連載は終了。全話公開中                                   | 「ツイ4」連載作品 『別冊少年マガジン』からの出張掲載 |
| 72  | 若林稔弥                |                                               | 幸せカナコの殺し屋生活                                                                                | 2019年4月23日 -                                                          | 「ツイ4」連載作品                                    |
| 73  | とみさー                |                                               | 高杉さんのチビヤンヒーロー                                                                            | 2019年5月21日 - 連載は終了。全話公開中                                   | 「ツイ4」連載作品                                    |
| 74  | まの瀬                  |                                               | 恩返しは大渋滞!                                                                                       | 2019年6月25日 - 連載は終了。全話公開中                                   | 「ツイ4」連載作品                                    |
| 75  | 千氏夜                  |                                               | 素直になれない愛染さん                                                                                | 2019年7月2日 - 連載は終了。全話公開中                                    | 「ツイ4」連載作品                                    |
| 76  | コットンバレント        |                                               | CreepyCat 猫と私の奇妙な生活                                                                          | 2019年7月9日 - 連載は終了。第50回まで公開中                              | 「ツイ4」連載作品                                    |
| 77  | 夏くるる                |                                               | 程谷さんを転がしたい                                                                                  | 2019年8月20日 - 連載は終了。全話公開中                                   | 「ツイ4」連載作品                                    |
| 78  | スズキダイチ            |                                               | ヒロイック・コンプレックス                                                                            | 2020年2月7日 - 連載は終了。第50回まで公開中                              | 「ツイ4」連載作品                                    |
| 79  | ぽんとごたんだ          |                                               | いろめがね                                                                                            | 2020年5月11日 - 連載は終了。全話公開中                                   | 「ツイ4」連載作品                                    |
| 80  | ツナミノユウ            |                                               | リリィ・トライアングル                                                                                | 2020年7月7日 - 連載は終了。第50回まで公開中                              | 「ツイ4」連載作品                                    |
| 81  | 梶谷きり                |                                               | 棘ありメイドとポンコツ先生                                                                            | 2020年11月17日 - 連載は終了。全話公開中                                  | 「ツイ4」連載作品                                    |
| 82  | 紺色3号                 |                                               | 同級生の推し作家に百合妄想がバレた結果                                                                | 2020年11年24日 -                                                         | 「ツイ4」連載作品                                    |
| 83  | ぽんとごたんだ          |                                               | お忍び同棲                                                                                            | 2020年12月1日 - 連載は終了。全話公開中                                   | 「ツイ4」連載作品                                    |
| 84  | 広間月下                |                                               | うちの生徒会長を××したい!                                                                             | 2021年1月26日 - 連載は終了。全話公開中                                   | 「ツイ4」連載作品                                    |
| 85  | 猫又ヨオスケ            |                                               | 君、死にたまえ。                                                                                      | 2021年2月2日 - 連載は終了。全話公開中                                    | 「ツイ4」連載作品                                    |
| 86  | ショウマケイト          |                                               | 恋するビリオネア 金龍院セイラの華麗なる運命操作                                                       | 2021年3月1日 - 連載は終了。第50回まで公開中                              | 「ツイ4」連載作品                                    |
| 87  | あべまん                |                                               | 集え! アニマル昔話革命団                                                                              | 2021年3月9日 - 連載は終了。第50回まで公開中                              | 「ツイ4」連載作品                                    |
| 88  | 荒井ユースケ            |                                               | ヤオマン。                                                                                            | 2021年3月30日 - 連載は終了。全話公開中                                   | 「ツイ4」連載作品                                    |
| 89  | ぬら次郎                |                                               | 十二支とネズミとはぐれ猫                                                                              | 2021年4月14日 - 連載は終了。第50回まで公開中                             | 「ツイ4」連載作品                                    |
| 90  | ぽんとごたんだ          |                                               | ギャルとクトゥルフ                                                                                    | 2021年4月21日 -                                                          | 「ツイ4」連載作品                                    |
| 91  | スズキダイチ            |                                               | 君が死ぬほどコワい話                                                                                  | 2021年5月19日 - 休載中                                                   | 「ツイ4」連載作品                                    |
| 92  | 白乃雪                  |                                               | ルナと日本の魔女                                                                                      | 2021年8月3日 - 連載は終了。全話公開中                                    | 「ツイ4」連載作品                                    |
| 93  | 大沖                    |                                               | こわい男とへんなねこ                                                                                  | 2021年8月13日 -                                                          | 「ツイ4」連載作品                                    |
| 94  | 栗原陽平&パッパポルペン |                                               | はぴほの                                                                                              | 2021年9月28日 - 連載は終了。全話公開中                                   | 「ツイ4」連載作品                                    |
| 95  | NOBEL                   |                                               | 猫の手だって役に立つ                                                                                  | 2021年10月12日 -                                                         | 「ツイ4」連載作品                                    |
| 96  | 佐藤二葉                |                                               | アンナ・コムネナ                                                                                      | 2021年11月30日 -                                                         | 「ツイ4」連載作品                                    |
| 97  | 亀                      |                                               | 異世界転生マルクスくん                                                                                | 2022年1月18日 - 連載は終了。全話公開中                                   | 「ツイ4」連載作品                                    |
| 98  | あべまん                |                                               | ネコダマシ                                                                                            | 2022年5月28日 -                                                          | 「ツイ4」連載作品                                    |
| 99  | じゅんた                |                                               | 居候の鬼                                                                                              | 2022年8月9日 - 連載は終了。全話公開中                                    | 「ツイ4」連載作品                                    |
| 100 | HERO                    |                                               | レンタルフレンド                                                                                      | 2023年3月7日 - 連載は終了。第12回まで公開中                              | 「ツイ4」連載作品                                    |
| 101 | HERO                    |                                               | 彼はカメレオン                                                                                        | 2023年3月26日 - 連載は終了。第12回まで公開中                             | 「ツイ4」連載作品                                    |
| 101 | ペプチド                |                                               | 天獄トラブルメイト                                                                                    | 2023年4月24日（本連載） - 2024年6月25日全話公開中                        | 「ツイ4」連載作品                                    |
| 102 | sugar.                  |                                               | オタクに優しいギャルに私はなる!                                                                       | 2023年9月7日（本連載） -                                                 | 「ツイ4」連載作品                                    |
| 103 | あべまん                |                                               | のんびり村の役場猫                                                                                    | 2023年10月17日（本連載） -                                               | 「ツイ4」連載作品                                    |
| 104 | 岡野く仔                |                                               | ヤンキーと双子の作り方                                                                                | 2023年10月24日（本連載） -                                               | 「ツイ4」連載作品                                    |
| 105 | 大沖                    |                                               | 保護者な魔王と子ども勇者                                                                              | 2023年11月30日（本連載） -                                               | 「ツイ4」連載作品                                    |
| 106 | 銀河セレモニー☆☆☆       |                                               | ぽよぽよ侵略スターダム!                                                                               | 2024年4月17日（本連載） -                                                | 「ツイ4」連載作品                                    |
| 107 | むんこ                  |                                               | 夫の遺言が「同人誌描け」だったもので                                                                  | 2024年5月1日（本連載） -                                                 | 「ツイ4」連載作品                                    |
| 108 | 炉月                    | ウサギ                                        | ゴスな女子とロリ男子                                                                                  | 2024年5月1日（本連載） -                                                 | 「ツイ4」連載作品                                    |
| 109 | R君                     |                                               | 花魁系JK                                                                                              | 2024年5月29日（本連載） -                                                | 「ツイ4」連載作品                                    |
| 110 | 遠藤海成                |                                               | やらかし王子が家に来た!                                                                               | 2024年7月30日 -                                                          | 「ツイ4」連載作品                                    |

### 出版物特設サイト
一部の出版物をウェブサイト上で特別公開。
|    | 作者     | イラスト          | タイトル           | 備考 |
| -- | -------- | ----------------- | ------------------ | --- |
| 01 | 虚淵玄   | 武内崇・TYPE-MOON | Fate/Zero          | 星海社文庫から2011年1月11日に発売された第1巻を期間無期限で全文公開。                                                |
| 02 | 竜騎士07 | ともひ            | ひぐらしのなく頃に | 星海社文庫から2011年1月11日に発売された鬼隠し編（上）、同年2月9日に発売された鬼隠し編（下）を期間無期限で全文公開。 |

### カレンダー小説
期間限定の公開小説。
|    | 作者     | イラスト | タイトル               | 掲載期間                       | 備考 |
| -- | -------- | -------- | ---------------------- | ------------------------------ | ---- |
| 01 | 佐藤友哉 | 笹井一個 | 星の海に向けての夜想曲 | 2011年7月7日 - 2011年7月14日   |      |
| 02 | 犬村小六 | 片山若子 | 月のかわいい一側面     | 2011年9月12日 - 2011年9月18日  |      |
| 03 | 渡辺浩弐 | ざいん   | 親愛なるお母さまへ     | 2011年9月19日 - 2011年9月26日  |      |
| 04 | 滝本竜彦 |          | おじいちゃんの小説塾   | 2011年10月9日 - 2011年10月16日 |      |

## 企画
サイト内では「最前線スペシャル」。
- 竹画廊 - イラストレーターの竹が、不定期にイラストを書き下ろし掲載している。（2010年9月15日 - ）
- 坂本真綾の満月朗読館 - 声優の坂本真綾による文学作品の朗読を、満月の夜にUstreamで配信する企画。スクリーンにはアニメ制作会社ufotableが人気イラストレーター達とコラボした映像が上映された。（2010年9月23日 - ）
- うーさーのその日暮らし - うーさーこと宇佐義大による日記風コラムに、ふじのきともこがイラストを添えた1コマ漫画（2011年11月3日 - 過去3作品まで）
- レッドドラゴン - TRPGリプレイの手法をとった創作物。（2012年1月31日 - ）
- 栗山千明の新月朗読館 - 栗山千明による「暗闇の恐怖」を描いた新作短編の朗読を、新月の夜にUstreamとニコニコ生放送で配信する企画。映像制作は「坂本真綾の満月朗読館」と同様にufotableが担当した。（2012年7月19日 - ）

## 新人賞
『最前線』開設と同時に、星海社FICTIONS新人賞の募集が開始された。長編小説を募集するもので、優秀作品は『最前線』に掲載される。
原稿の到着が間に合わなければ次回に繰り越し、編集部員が直接審査し座談会を公開する、キャッチコピーの記載を求めるなど、講談社のメフィスト賞と類似しているが、受賞賞金がある、プロアマを問わない、原稿の上限が無い、原稿データの提出が必須、印刷原稿のフォーマットが星海社基準（1行30字x20〜30行）など、若干の違いがある。
なお、受賞賞金は『「星海社FICTIONS」の一年間の全売上げの1%を年間の受賞者数で割った額とさせていただきます』としているため、金額は変動する。